# Björn Isler
Björn Isler, född 19 december 1914 i Stockholm, död 1975, var en svensk målare och grafiker.
Han var son till Gaby Henriette Isler och från 1948 gift med Märta Ström. Isler studerade vid Otte Skölds målarskola i Stockholm 1938-1941 samt för André Lhote i Paris 1949 och under studieresor till Spanien och Frankrike. Separat ställde han ut på bland annat Louis Hahnes konsthandel 1950 och på Galerie Æsthetica 1953. Han  medverkade i Nationalmuseums utställning Unga tecknare, Kulturen i Lunds utställning ''Ung grafik och med Södertälje konstförening. Hans konst består av figurer, spanska stadsbilder och landskap, i skilda tekniker från olja till träsnitt. 